# NeNe Leakes
Linnethia Monique "NeNe" Leakes ([ˈniːni liːks]; née Johnson; nascida a 13 de Dezembro de 1967) é uma celebridade americana, actriz, apresentadora, autora, e designer de moda. É mais conhecida pela sua participação durante 8 anos na série televisiva The Real Housewives of Atlanta como membro original e pela sua personagem recorrente Roz Washington na sitcom da FOX, Glee.
Ela também fez de Rocky Rhoades como regular da série na sitcom premiada The New Normal na NBC até ao seu cancelamento em 2013. Também participou no The Celebrity Apprentice de Donald Trump e em Dancing with the Stars da ABC em 2011 e 2014, respectivamente. Leakes fez a sua estreia na Broadway como Madame em Rodgers & Hammerstein's Cinderella em 2014 e em 2015 fez de Matron "Mama" Morton em Chicago.
Actualmente, ela é um dos membros regulares na reanimação da ABC do programa de jogos dos anos 50 To Tell The Truth juntamente com Betty White e uma co-apresentadora especial no talk show da E! Fashion Police. Leakes é uma designer de moda para a Home Shopping Network e está na sua digressão de uma-mulher na comédia, So Nasty, So Rude.

## Vida
Linnethia Monique Johnson nasceu em 13 de Dezembro de 1967, na Cidade de Nova Iorque, Nova Iorque, vila de Queens. Uma de 5 crianças, foi enviada para viver com uma tia em Athens, Georgia quando tinha 4 anos, porque se acreditava que a sua mãe não era capaz de tomar conta dela e dos seus irmãos.

## Carreira
Antes de Leakes conhecer os produtores de The Real Housewives of Atlanta, tinha aparecido em programas de TV como The Parkers. Em 2003, também fez um pequeno papel como stripper no filme The Fighting Temptations com Cuba Gooding, Jr. e Beyoncé. Nenhuma das cenas dela está presente na edição final do filme, e por isso não é creditada pelo seu trabalho na produção.[carece de fontes?]
Em 2008, Leakes fez a sua primeira aparição em The Real Housewives of Atlanta. Depois da primeira temporada, ela co-escreveu com Denene Millner o livro Never Make The Same Mistake Twice. Leakes fez parte do elenco nas primeiras sete temporadas. Em Junho de 2015 Leakes anunciou que não iria regressar ao The Real Housewives of Atlanta para a oitava temporada. Contudo, Nene entrou na oitava temporada de Real Housewives of Atlanta num papel secundário, alegadamente a receber o salário completo das sete temporadas anteriores.
Leakes também mudou para a televisão com argumento, fazendo de secretária Rocky Roades na comédia da NBC The New Normal. Ryan Murphy fez a audição a NeNe na sua série Gleena terceira temporada para um papel recorrente como treinadora de natação sincronizada e vencedora de uma medalha de bronze olímpica Treinadora Roz Washington. Em 2011, Leakes foi concorrente no 11º capítulo da série da NBC de Donald Trump Celebrity Apprentice. Durante o 10º episódio de Apprentice, depois de discussões com o membro do elenco Star Jones, Leakes saiu do programa. Leakes não ganhou nenhum dinheiro para a sua caridade seleccionada, "My Sister's House".
Leakes foi apresentadora convidada no Anderson Live, The Talk e apareceu em Betty White's Off Their Rockers e The Price Is Right. A 4 de Março de 2014 foi anunciado que ela seria uma das celebridades que iria competir na 18ª temporada de Dancing with the Stars. Fez par com o dançarino profissional, Tony Dovolani. Leakes e Dovolani foram eliminados na Semana 7 da competição (Noite Latina) a 28 de Abril de 2014, acabando em 7º lugar.
Para além de competir em Dancing with the Stars, Leakes fez de Senhora da Sensualidade em Las Vegas, para o espectáculo residente Cirque du Soleil: Zumanity. Leakes fez a sua estreia na Broadway a 25 de Novembro de 2014, como Madame em Rodgers & Hammerstein's Cinderella. Fez o papel até a produção fechar a 3 de Janeiro de 2015. Em Novembro de 2015, fez audição para o papel de Matron "Mama" Morton em Chicagona Broadway por 4 semanas.[carece de fontes?]

## Outras iniciativas

### Produção
Em 2013, Leakes fundou a NeNe Leakes Entertainment, uma empresa de produção televisiva. A empresa de produção de Leakes produziu a série spin-off I Dream of NeNe: The Wedding juntamente com a True Entertainment, onde Leakes foi também creditada como produtora executiva. A série spin-off I Dream of NeNe: The Wedding, que documentava os preparativos para o seu segundo casamento, estreou a 17 de Setembro de 2013.

### Linha de moda
Em Fevereiro de 2014, Leakes anunciou que iria lançar a sua linha de roupa mais tarde nesse ano. A 28 de Julho de 2014, Leakes lançou a The Nene Leakes Collection para a Home Shopping Network (HSN). A colecção esgotou apenas alguns dias depois do lançamento da linha. "Tivemos reuniões com imensas pessoas diferentes. E a HSN achou que fazia sentido," disse Leakes. "Quando eles entraram na sala ligámo-nos totalmente. E precisas de trabalhar com pessoas que realmente te entendem".

### Comédia
Em Março de 2016, Leakes anunciou que iria fazer uma digressão pelos Estados Unidos numa digressão de comédia de uma mulher "SO NASTY, SO RUDE" a partir de uma das expressões que costuma usar. A digressão começou em Abril e continuará até ao final do ano. Todos os espectáculos estão esgotados até agora.

## Vida pessoal
Leakes reside em Duluth, Georgia, um subúrbio de Atlanta. Também arrenda uma casa em em Hollywood Hills West, Los Angeles.
Ela e o seu marido Gregg Leakes separaram-se em 2010, e ele preencheu o divórcio em 29 de Abril de 2010. O divórcio ficou finalizado a 29 de Setembro de 2011, depois da quarta temporada de The Real Housewives ter terminado de ser gravada. NeNe e Gregg Leakes voltaram a juntar-se e anunciaram que estavam noivos em Janeiro de 2013. A Bravo filmou os seus planos de casamento e a cerimónia para um spin-off chamado I Dream of NeNe: The Wedding. NeNe e Gregg voltaram a casar a 22 de Junho de 2013, no InterContinental Buckhead Hotel em Atlanta.
Leakes tem dois filhos, Bryson e Brentt. Tem uma neta Bri'Asia Bryant (nascida em Junho de 2012).

## Filmografia

### Filme
| Ano  | Título                   | Papel    | Notas        |
| ---- | ------------------------ | -------- | ------------ |
| 2003 | The Fighting Temptations | Stripper | Cena apagada |

### Televisão
| Ano          | Título                            | Papel            | Notas                                                                                          |
| ------------ | --------------------------------- | ---------------- | ---------------------------------------------------------------------------------------------- |
| 2004         | The Parkers                       | Papel menor      | 1 episódio                                                                                     |
| 2008–2020    | The Real Housewives of Atlanta    | Ela própria      | Elenco principal (Temporada 1-7, 10-12); Convidada (Temporada 8)                               |
| 2011         | The Celebrity Apprentice 4        | Ela própria      | Temporada 11; 10 episódios                                                                     |
| 2012–15      | Glee                              | Roz Washington   | Papel recorrente; 13 episódios                                                                 |
| 2012         | The Amandas                       | Ela própria      | 1 episódio                                                                                     |
| 2012         | The Game                          | Ela própria      | 1 episódio                                                                                     |
| 2012         | Let's Stay Together               | Ela própria      | 1 episódio                                                                                     |
| 2012–13      | The New Normal                    | Rocky Rhoades    | Elenco Principal                                                                               |
| 2013         | Betty White's Off Their Rockers   | Ela própria      | 1 episódio                                                                                     |
| 2013         | The Price Is Right                | Ela própria      | 1 episódio                                                                                     |
| 2013         | Miss USA                          | Ela própria      | Júri principal, 1 episódio                                                                     |
| 2013         | I Dream of NeNe: The Wedding      | Ela própria      | Elenco principal/produtora executiva; 7 episódios                                              |
| 2013–present | Fashion Police                    | Co-Apresentadora | Co-Apresentadora convidada (2013–15); Co-Apresentadora especial da temporada 6 (2016–presente) |
| 2014         | The Millionaire Matchmaker        | Ela própria      | 1 episódio                                                                                     |
| 2014         | Dancing with the Stars            | Ela própria      | Temporada 18; 8 episódios (incluindo o final)                                                  |
| 2015         | The Prancing Elites Project       | Ela própria      | 1 episódio                                                                                     |
| 2015         | Real Husbands of Hollywood        | Ela própria      | 1 episódio                                                                                     |
| 2015-16      | New Year's Eve with Carson Daly   | Co-Apresentadora | Transmissão especial da Times Square                                                           |
| 2016–present | To Tell the Truth                 | Membro de equipa | Regular na série                                                                               |
| 2016         | Larry King Now                    | Ela própria      | 1 episódio                                                                                     |
| 2016         | Cupcake Wars                      | Concorrente      | 1 episódio                                                                                     |
| 2016         | Celebrity Family Feud             | Concorrente      | 1 episódio                                                                                     |
| 2016         | Lip Sync Battle                   | Concorrente      | 1 episódio                                                                                     |
| 2016         | Hollywood Medium with Tyler Henry | Ela própria      | 1 episódio                                                                                     |

### Co-apresentação como convidada
NeNe apareceu como co-apresentadora convidada em diversos talk-shows incluindo Anderson Live (3 episódios), Kris (1 episódio), The Chew (2 episódios), WWE Raw (1 episódio), The View (5 episódios), The Talk (2 episódios como apresentadora, 1 como convidada), Fashion Police (5 episódios antes de se juntar como co-apresentadora especial em 2016), The Real (2 episódios), Live with Kelly and Michael (1 episódio) e FABLife (1 episódio).

### Vídeos musicais
| Ano  | Música              | Artista       | Papel       |
| ---- | ------------------- | ------------- | ----------- |
| 2015 | If I Don't Have You | Tamar Braxton | Madame NeNe |

### Jogos de vídeo
| Ano          | Jogo de vídeo                 | Personagem  |
| ------------ | ----------------------------- | ----------- |
| 2015–present | Kim Kardashian: Hollywood     | NeNe Leakes |
| 2016-present | NeNe Leakes: Ne'mojis The App | NeNe Leakes |

## Teatro
| Ano     | Título                             | Papel                   | Notas                                                      |
| ------- | ---------------------------------- | ----------------------- | ---------------------------------------------------------- |
| 2011    | Loving Him Is Killing Me           | Pinky Bell              | Peça de palco (digressão pelas cidades dos Estados Unidos) |
| 2014    | Zumanity                           | Senhora da Sensualidade | Las Vegas Espectáculo residente                            |
| 2014–15 | Rodgers + Hammerstein's Cinderella | Madame                  | The Broadway Theatre                                       |
| 2015    | Chicago                            | Matron "Mama" Morton    | The Ambassador Theatre                                     |